# Батумі
Бату́мі (груз. ბათუმი) — місто в Грузії, столиця Аджарії. Розташоване в Батумській бухті, на південно-східному узбережжі Чорного моря, за 375 км від столиці Грузії та 20 км від державного кордону Грузії з Туреччиною.
Батумський морський порт здійснює вивіз нафтопродуктів, цитрусових, чаю, консервів, тощо. Кінцевий пункт Грузинської залізниці та колишньої Кримсько-Кавказької пароплавної лінії.

## Клімат
Місто знаходиться у зоні, котра характеризується океанічним кліматом. Найтепліший місяць — серпень з середньою температурою 22.8 °C (73 °F). Найхолодніший місяць — січень, з середньою температурою 6.7 °C (44 °F).
Район Батумі є найтеплішим на чорноморському узбережжі Кавказу.
| Клімат Батумі           | Клімат Батумі | Клімат Батумі | Клімат Батумі | Клімат Батумі | Клімат Батумі | Клімат Батумі | Клімат Батумі | Клімат Батумі | Клімат Батумі | Клімат Батумі | Клімат Батумі | Клімат Батумі | Клімат Батумі |
| Показник                | Січ.          | Лют.          | Бер.          | Квіт.         | Трав.         | Черв.         | Лип.          | Серп.         | Вер.          | Жовт.         | Лист.         | Груд.         | Рік           |
| Абсолютний максимум, °C | 23            | 26            | 28            | 32            | 33            | 36            | 40            | 32            | 34            | 31            | 30            | 24            | 40            |
| Середній максимум, °C   | 9             | 10            | 11            | 15            | 18            | 22            | 25            | 25            | 22            | 19            | 15            | 11            | 17            |
| Середня температура, °C | 6             | 7             | 8             | 12            | 16            | 20            | 22            | 22            | 20            | 16            | 12            | 8             | 14            |
| Середній мінімум, °C    | 3             | 4             | 5             | 9             | 13            | 17            | 19            | 19            | 16            | 13            | 9             | 6             | 11            |
| Абсолютний мінімум, °C  | −5            | −7            | −5            | 1             | 5             | 6             | 11            | 7             | 10            | 0             | 0             | −6            | −7            |
| Днів з дощем            | 20            | 18            | 18            | 17            | 15            | 16            | 17            | 17            | 16            | 17            | 18            | 19            | 204           |
| ----------------------- | ------------- | ------------- | ------------- | ------------- | ------------- | ------------- | ------------- | ------------- | ------------- | ------------- | ------------- | ------------- | ------------- |
| Джерело: Weatherbase    |               |               |               |               |               |               |               |               |               |               |               |               |               |

## Історія

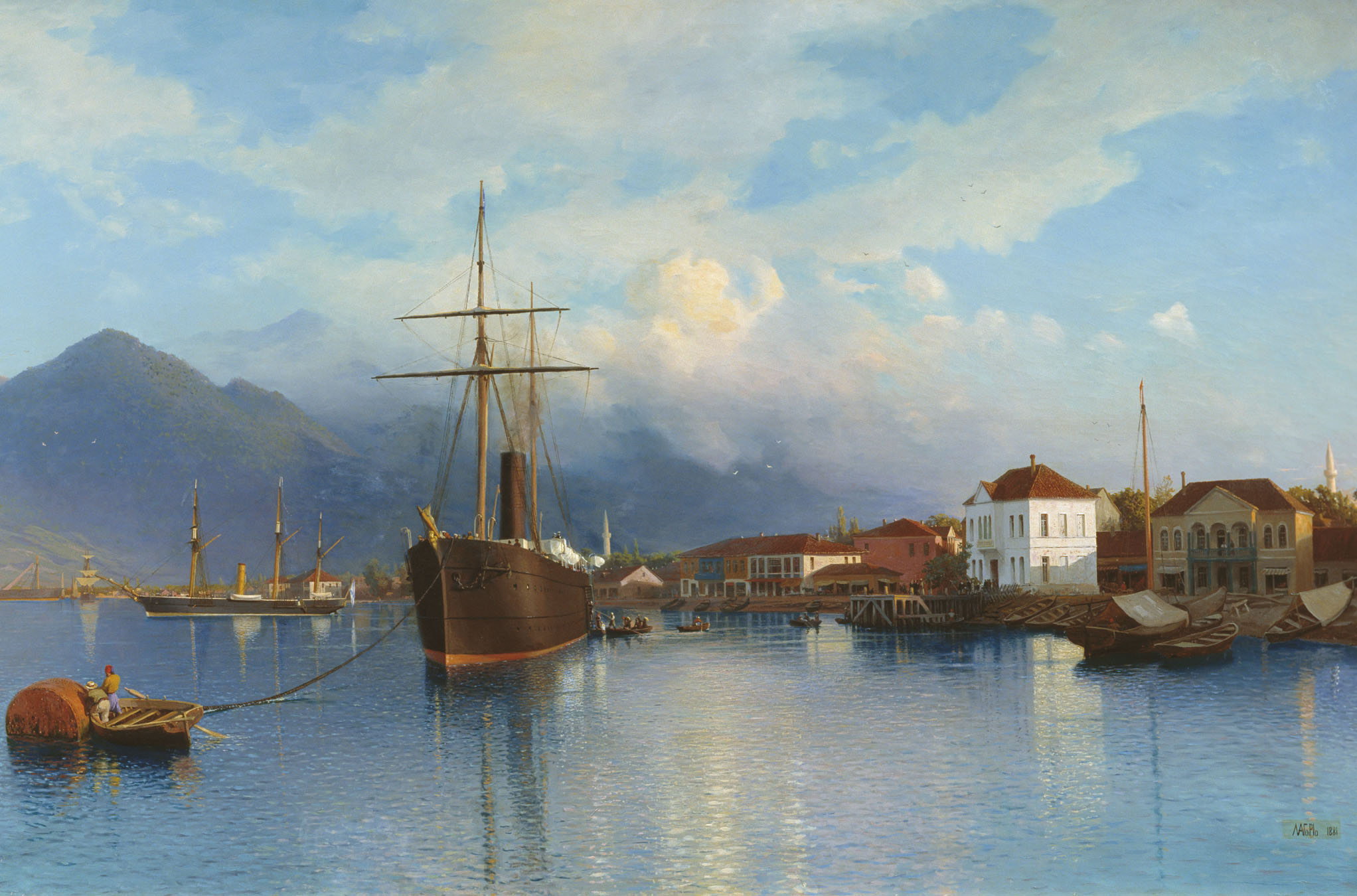
Батумі (1881)

Рік заснування міста Батумі невідомий. У часи середньовіччя місто називалося Батомі та входило до складу Грузії. У другій половині XVI століття його захопили османи.
1878 року місто завоювала Російська імперія й відтоді воно мало назву Батум.
Батумський страйк і демонстрація 1902 року стала масовим виступом робітників, що закінчився людськими жертвами.
На початку 1918 року місто стає складовою частиною незалежної Демократичної Республіки Грузія, але вже у квітні 1918 року Батумі окупували османські війська. Після поразки Османської імперії в Першій світовій війні Батумі у грудні 1918 року переходить під контроль Антанти та контролюється британськими військами. У липні 1920 року Англія повертає це місто Грузії.
18 березня 1921 року Батумі захопили російські окупанти. З 16 червня 1921 року Батумі стає столицею Аджарської АРСР, а після проголошення незалежності Грузії у 1991 році — столицею Аджарської Автономної Республіки.
З 6 листопада 1978 по 2005 роки в Батумі діяла тролейбусна система, яка у пік свого розвитку станом на 1993 рік складалася з трьох тролейбусних маршрутів загальною протяжністю 41 км.

## Населення
93,4 % населення Батумі складають грузини (68,7 % грузини-християни, 25,4 % % грузини-мусульмани).

## Економіка

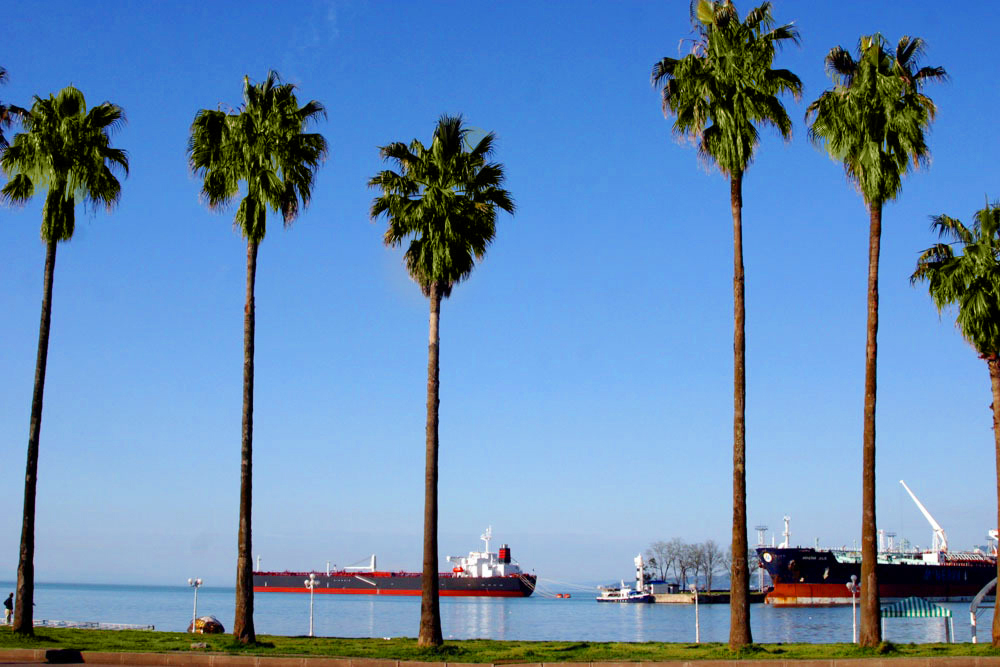
Кораблі в порту Батумі

Батумі — економічний і культурний центр Аджарії. Головна галузь промисловості — нафтопереробна. Нафта прибуває з Баку залізницею, а також нафтопроводом Баку — Батумі. Значне місце посідає машинобудування (головним чином для чайної, виноробної та консервної промисловості), суднобудування, у місті є три електротехнічні заводи. Підприємства легкої промисловості: цитрусовий комбінат, м'ясо- і хлібокомбінати, деревообробний комбінат, кофеїновий, пивоварний, виноробний, молочний, цинкувальний, тютюнно-ферментаційний, шкіряний завод; меблева, тютюнова, чайна, взуттєва, швейна фабрики, університет, 5 середніх спеціалізованих навчальних закладів, державний музей Аджарії, театр. З 1994 року в Батумі функціонує Археологічний музей.
Наразі місто є потужним економічним центром Грузії, що швидко розвивається.

## Пам'ятки

Батумі вночі

Визначні сучасні споруди: Драматичний театр (1953, арх. Л. Теплицький), музей Революції та Літній театр (1955—1956, арх. К. Джавахішвілі). В Батумі та його околицях велике субтропічне господарство (чай, цитрусові). За 9 км від Батумі (Зелений Мис) Ботанічний сад імені Краснова, де зібрано зразки тропічної та субтропічної флори. За 12 км від Батумі знаходиться найстародавніша в Грузії Гоніо-Апсароська фортеця. Поблизу Батумі курорти: Махінджаурі — за 6 км від Батумі, Зелений Мис  — за 9 км, Ціхісдзірі — за 19 км, Кобулеті — за 24 км. Санаторії загального типу функціонують цілий рік.

## Пов'язані з Україною
У центрі міста, неподалік від набережної, встановлені пам'ятники Тарасові Шевченку та Лесі Українці. Навпроти приміщення морського вокзалу розташований ресторан української кухні.

## Відомі особи
- Мері Мері Еріставі (Шервашидзе) (1888—1986) — грузинська аристократка
- Георгій Арутюнян (1960—2014) — Герой України, активіст Євромайдану та ВО «Свобода». Убитий 20 лютого 2014 пострілом снайпера біля Монумента Незалежності у Києві. Один із героїв Небесної сотні. За походженням — вірменин, отримав посвідку на проживання в Україні[9]
- Валерій Меладзе (нар. 1965) — російський співак
- Патрушев Петро Єгорович (1942—2016) — австралійський журналіст та синхронний перекладач російського походження. У червні 1962 року вплав через Чорне море втік з СРСР, пропливши 35 км від Батумі до Туреччини[10]

## Міста-побратими
- Артвін, Туреччина
- Ашдод, Ізраїль (7 травня 2012)[11][2][12]
- Аґджабеді, Азербайджан[13]
- Барі, Італія (1987)[2]
- Берестя, Білорусь (24 квітня 2015)[14][2][15]
- Бургас, Болгарія (4 листопада 2009)[2][16][17]
- Ванадзор, Вірменія (16 листопада 2006)[2][3][…]
- Верона, Італія (17 грудня 2010)[2]
- Волос, Греція (29 липня 2007)[2]
- Даугавпілс, Латвія (3 серпня 2012)[2][18][19]
- Донецьк, Україна (25 серпня 2013)[20][2]
- Кисловодськ, Росія (25 жовтня 1997)[2]
- Кушадаси, Туреччина (15 жовтня 2010)[2]
- Марбелья, Іспанія (27 липня 2010)[2]
- Миколаїв, Україна
- Нахічевань, Азербайджан (8 червня 2012)[2][21][22]
- Нетанья, Ізраїль (2018)[2][23]
- Ниса, Республіка Польща (2017)[2]
- Новий Орлеан, США (3 травня 2012)[24][2]
- Орду, Туреччина (26 лютого 2011)[2]
- Пафос, Кіпр (2016)[2]
- Прага 1, Чехія (2013)[2]
- Пірей, Греція (1 березня 1996)[2]
- Росток, Німеччина (2012)[2][25]
- Ріо-де-Жанейро, Бразилія
- Саванна, США (1992)[2]
- Сан-Себастьян, Іспанія (7 червня 1987)[2]
- Тернопіль, Україна (26 серпня 2011)[2]
- Трабзон, Туреччина (20 квітня 2000)[2]
- Урумчі, КНР (2015)[26][2]
- Цзибо, КНР
- Шарм-еш-Шейх, Єгипет (12 серпня 2014)[2]
- Юрмала, Латвія (27 листопада 2014)[2]
- Ялова, Туреччина (25 травня 2012)[2]
- /  Ялта, Україна / Росія (29 січня 2008)[2]